# Anelaphus souzai
Anelaphus souzai là một loài bọ cánh cứng trong họ Cerambycidae.